# Jeff Hoeyberghs
Jozef Lodewijk Maria (Jeff) Hoeyberghs (Turnhout, 20 augustus 1961) is een Belgisch plastisch chirurg, televisiepersoonlijkheid en verspreider van samenzweringstheorieën. Hij heeft een privékliniek in Maaseik, in de Vlaamse provincie Limburg.

## Loopbaan
Hoeyberghs studeerde aan de Universiteit Hasselt en behaalde in 1986 zijn diploma geneeskunde aan de KU Leuven. Hij studeerde verder aan The Royal College of Surgeons of Edinburgh (1991) en verkreeg in 1994 een Brits certificaat in de plastische chirurgie. Zeven jaar beoefende hij de geneeskunde in het Verenigd Koninkrijk, waar hij lid was van de General Medical Council.
Terug in België begon Hoeyberghs in 1996 te werken voor De Wellnesskliniek van zijn schoonfamilie. Hij werd in 2006 bekend bij het grote publiek door de docusoap De Wellnesskliniek op VTM. Hij was aangebracht door enkele van zijn patiënten die bij de programmamakers werkten. Door dit programma werd Hoeyberghs een bekende figuur en maakte hij zijn opwachting in uitzendingen als Recht van antwoord, Getest op dieren, Reyers laat en Huizenjagers. Onder de thema's die Hoeyberghs graag aankaartte, waren cosmetische chirurgie, filosofie rond schoonheidsbeeld, seks, de relatie man-vrouw, het verbeteren van de besteding van belastinggeld voor de publieke gezondheidszorg, verbetering rond het invoeren van innovaties en management in het universitair onderwijs. Hij schuwde de controverse niet en deed vaak provocerende uitspraken die als seksistisch werden bestempeld.
In 2009 kwam Hoeyberghs' kliniek negatief aan bod in het Nederlandse consumentenprogramma Das je goed recht. Er werd gewag gemaakt van "vele mislukte borstvergrotingen en onprofessionele behandelingen". In een uitgezonden telefoongesprek had de chirurg zijn medewerking aan de reportage geweigerd en zich ertoe beperkt de journaliste uit te schelden. Na de uitzending werd hij ontslagen bij De Wellnesskliniek (nv BIRAND) omdat hij de instelling in opspraak had gebracht. Hij begon in 2010 samen met zijn vriendin een privékliniek.

### Professionele klachten en veroordelingen
Tussen oktober 2002 en oktober 2005 diende een tiental vrouwen klacht in tegen Hoeyberghs bij de Orde der artsen, onder meer voor het publiceren van patiëntenfoto's. Hij werd in 2006 voor negen maanden geschorst. Zijn beroep bij het Hof van Cassatie werd op 13 februari 2009 afgewezen. In juni 2005 was de arts al eens een maand geschorst door de Provinciale Raad van de Orde wegens inbreuk op de waardigheid van het artsenberoep.
Hoeyberghs werd in 2007 veroordeeld door de correctionele rechtbank van Tongeren nadat een borstvergroting die hij in juni 1997 had uitgevoerd een levensbedreigende infectie zou veroorzaakt hebben. Omdat de duur van de strafvervolging de redelijke termijn overschreed, kwam hij ervan af met een schuldigverklaring en een schadevergoeding. Het Antwerpse Hof van Beroep maakte deze veroordeling op 16 april 2008 ongedaan bij gebrek aan bewijs.
In 2010 liep Hoeyberghs een schorsing op in het Verenigd Koninkrijk, eerst voor twaalf maanden en nadien permanent. De General Medical Council ging daarmee in op de klacht van een Britse vrouw die zich in 2007 in zijn Genkse kliniek had laten opereren.

### KVHV-lezing en haatmisdrijf
Op 4 december 2019 gaf Hoeyberghs een lezing voor de studentenclub KVHV Gent. De lezing werd gefilmd en op het internet gepost. Hoeyberghs vertelde onder andere over zijn studententijd en uitte vrouwonvriendelijke opmerkingen, die een storm van kritiek teweegbrachten. Hij verklaarde onder meer dat men een vrouw niet als gelijke kan behandelen zonder haar slaaf te worden en dat wetenschappers meestal mannen zijn omdat er bij vrouwen altijd emoties tussen komen. Over MeToo zei hij: "Vrouwen willen wel de privileges van de mannelijke bescherming en geld. Maar ze willen wel niet meer hun benen opendoen". Hij weigerde zich te excuseren en verklaarde dat zijn lezing een soort van cabaret was. Het Instituut voor de Gelijkheid van Vrouwen en Mannen ontving meer dan duizend meldingen en kondigde aan een strafklacht te zullen neerleggen wegens schending van de seksismewet. Volgens het Instituut zetten de misogyne en denigrerende uitspraken van Hoeyberghs aan tot haat tegen vrouwen en droegen ze bij tot een klimaat van discriminatie en geweld jegens vrouwen. Anderen waren dan weer van mening dat de vrije meningsuiting voor moest gaan.
Voor deze feiten werd Hoeyberghs op 4 januari 2022 veroordeeld door de correctionele rechtbank van Gent. Hij werd schuldig bevonden aan de vijf tenlasteleggingen: seksisme en vier seksistische aanzettingsmisdrijven (aanzetten tot discriminatie of haat en geweld tegen personen of groepen). De rechtbank legde hem 10 maanden gevangenisstraf op, waarvan de helft met uitstel, en 8.000 euro boete. Ook werd Hoeyberghs vijf jaar ontzetting opgelegd en een schadevergoeding van respectievelijk 1.489 euro en 1.000 euro aan het Instituut voor Gelijkheid van Vrouwen en Mannen en aan UGent. De 1.489 euro komt overeen met een symbolische euro voor elke klacht bij het IGVM. Het vonnis sprak over "langdurige, welgemikte, herhaalde, bijzonder gore en vulgaire, vrouwonvriendelijke en haatdragende uitspraken", die "psychisch en fysiek geweld tegen vrouwen in de hand" werkten. Ook werd vastgesteld dat Hoeyberghs geen blijk gaf van schuldinzicht. De uitspraak riep een debat op over de Seksismewet van 2014, ingevoerd na Femme de la rue.
In hoger beroep werd de straf van Hoeyberghs op 21 februari 2023 herleid tot duizend euro boete. Verschillende tenlasteleggingen werden niet-bewezen verklaard, alleen de vergelijking van vrouwen met honden en de aanduiding van kinderen van alleenstaande moeders als uitschot werden nog weerhouden. De schadevergoeding die hij moest betalen aan het IGVM werd teruggebracht tot één euro. Het hof van beroep oordeelde dat het de beklaagde vrij stond om vrouwen in het algemeen niet in staat te achten tot wetenschap en om deze overtuiging ook uit te dragen, maar niet om in dit verband een geïdentificeerde vrouw te beschimpen omwille van haar geslacht. De hondenvergelijking werd als seksuele intimidatie beoordeeld, de uitschotuitspraak als aanzetten tot haat jegens alleenstaande moeders en hun kinderen.

## Publicaties
Hoeyberghs publiceerde verscheidene boeken, waaronder: "Een wereld van Wellness" en "Dr. Jeff ziet Sterretjes". Geen enkele BV ontsnapt aan zijn mening.